# Reggina 1914
Reggina 1914 S.r.l é um clube de futebol italiano sediado na cidade de Reggio Calabria, fundado em 11 de janeiro de 1914. Atualmente disputa a Série C nacional.
Seus antigos nomes eram Unione Sportiva Reggio Calabria, Reggina Calcio S.p.A., A.S.D. Reggio Calabria e Urbs Sportiva Reggina 1914. Usa camisa, calção e meias grenás e joga no estádio Oreste Granillo, com capacidade para 27.763 pessoas.

## História
A equipe foi fundada em 11 de janeiro de 1914, sob o nome de Unione Sportiva Reggio Calabria, por um grupo de sessenta funcionários públicos. Eles entraram em um ato coletivo, pelo qual se comprometiam a pagar uma taxa anual de 15 liras cada.
Em 1922, a Federação Italiana de Futebol ratificou a existência do Unione Sportiva Reggio Calabria, que pouco tempo depois mudou seu nome para Reggio Foot Ball Club. Em 14 de abril de 1924, o clube fez o primeiro jogo oficial de sua história e venceram o Messina por 3 a 2. Em outubro do mesmo ano, o Reggina ganhou o título regional. Então o uniforme, originalmente alvinegro com listras, passou a ser completamente preto.
Em sua história, o clube foi 2 vezes refundado: em 1944, problemas financeiros fizeram com que a U.S. Reggio Calabria passasse a usar a denominação Associazione Sportiva Reggina, usada até 1986, quando passou a se chamar Reggina Calcio S.p.A.. A estreia do clube amaranto na Série A foi na temporada 1999-00, ficando na 11ª posição. Foi rebaixada no ano seguinte, mas regressaria à primeira divisão em 2002. Desde então, foram 6 participações seguidas da Reggina na divisão principal do futebol italiano - em 2006, o clube foi penalizado com perda de 15 pontos devido ao escândalo do Calciopoli, posteriormente reduzida a -11. Mesmo com a punição, o clube de Reggio Calabria encerrou o campeonato na 14ª posição. A última participação do clube amaranto foi em 2008-09, quando ficou em 18º lugar, caindo para a Série B. Esteve próximo de disputar novamente a primeira divisão em 2011, quando perdeu para o Novara nos playoffs.
Na temporada 2013–14, a Reggina perdeu 4 pontos por causa de um esquema de manipulação de resultados (reduzida a -2), e caiu para a Lega Pro (terceira divisão) após terminar o campeonato em 21º lugar. No grupo C da citada competição, derrotou o Messina no play-out, evitando a queda para a Serie D, a quarta divisão do futebol italiano. Porém, a equipe calabresa não foi autorizada a disputar novamente a terceira divisão, devido a problemas financeiros, juntamente com Venezia e Varese. A exclusão foi decisiva para que a Reggina declarasse falência em julho de 2015, e pouco depois, foi novamente refundada, com o nome Associazione Sportiva Dilettantistica Reggio Calabria. Fica na 4ª posição no Grupo I da Série D, caindo nos play-offs de acesso contra o Cavese, porém é repescada à Lega Pro 2016-17.
Em março de 2016, 8 meses após a refundação, mudou novamente de nome, passando a chamar-se Società Sportiva Dilettantistica Reggio Calabria. Entretanto, altera seu nome oficial pela quinta vez em julho, desta vez para Urbs Sportiva Reggina 1914. Em 2019, adotou o nome atual.
Na temporada de 2020, a equipe venceu o seu grupo da Série C do Campeonato Italiano (Grupo C) e conseguiu o acesso a Série B.

## Elenco atual
- Atualizado em 1 de fevereiro de 2023. [8]

## Treinadores
- 1928–1929: Zanghi, József Wereb
- 1929–1932: Attilio Buratti
- 1932–1934: Ferenc Plemich
- 1934–1935: András Kuttik
- 1944–1945: Ottavio Misefari
- 1945–1946: Luigi Lessi
- 1946–1947: Luigi Rossetto
- 1947–1948: Luigi Bertolini, Guido Dossena
- 1948–1949: Luigi Rossetto, Giuseppe Peruchetti
- 1949–1950: Giuseppe Peruchetti, Italo Zamberletti
- 1950–1951: Italo Zamberletti, Fulvio Bernardini
- 1951–1953: Pietro Piselli
- 1953–1955: Enzo Dolfin
- 1955–1958: Oronzo Pugliese
- 1958–1959: Attilio Kossovel, Renato Bodini II
- 1959–1960: Domenico Bosi, Cesare Migliorini
- 1960–1961: Arnaldo Sentimenti
- 1961–1962: Arnaldo Sentimenti, Carlo Rigotti
- 1962–1963: Silvio Di Gennaro
- 1963–1964: Leo Zavatti
- 1964–1968: Tommaso Maestrelli
- 1968–1969: Armando Segato
- 1969–1970: Ezio Galbiati
- 1970–1971: Romolo Bizzotto, Piero Persico
- 1971–1972: Egizio Rubino, Maino Neri
- 1972–1973: Guido Mazzetti
- 1973–1974: Giambattista Moschino, Ettore Recagni, Domenico Cataldo, Olmes Neri
- 1974–1976: Carlo Regalia
- 1976–1977: Carlo Facchin
- 1977–1978: Antonio Angelillo, Rosario Sbano
- 1978–1979: Roberto Balestri, Franco Scoglio
- 1979–1981: Adriano Buffoni
- 1981–1982: Gaetano Salvemini
- 1982–1983: Franco Scoglio, Rosario Sbano
- 1983–1984: Claudio Tobia
- 1984–1985: Claudio Tobia, Nicola Chiricallo, Claudio Tobia
- 1985–1986: Giuseppe Caramanno
- 1986–1987: Alberto Bigon
- 1987–1989: Nevio Scala
- 1989–1990: Bruno Bolchi
- 1990–1991: Aldo Cerantola, Francesco Graziani
- 1991–1992: Aldo Cerantola, Giancarlo Ansaloni, Gabriele Geretto
- 1992–1993: Gabriele Geretto, Giancarlo Ansaloni, Enzo Ferrari
- 1993–1994: Enzo Ferrari
- 1994–1995: Giuliano Zoratti
- 1995–1996: Giuliano Zoratti, Franco Gagliardi
- 1996–1997: Adriano Buffoni, Vincenzo Guerini
- 1997–1998: Franco Colomba
- 1998–1999: Elio Gustinetti, Bruno Bolchi
- 1999–2002: Franco Colomba
- 2002–2003: Bortolo Mutti, Luigi De Canio
- 2003–2004: Franco Colomba, Giancarlo Camolese
- 2004–2007: Walter Mazzarri
- 2007–2008: Massimo Ficcadenti, Renzo Ulivieri, Nevio Orlandi
- 2008–2009: Nevio Orlandi, Giuseppe Pillon, Nevio Orlandi
- 2009–2010: Walter Novellino, Ivo Iaconi, Roberto Breda
- 2010–2011: Gianluca Atzori
- 2011–2012: Roberto Breda, Angelo Gregucci, Roberto Breda
- 2012–2013: Davide Dionigi, Giuseppe Pillon
- 2013–2014: Gianluca Atzori, Fabrizio Castori, Gianluca Atzori, Franco Gagliardi/Diego Zanin
- 2014–2015: Francesco Cozza, Pierantonio Tortelli/Giuseppe Padovano, Roberto Alberti, Giacomo Tedesco
- 2015–2016: Francesco Cozza
- 2016–2017: Karel Zeman
- 2017–2018: Agenore Maurizi
- 2018–2019: Roberto Cevoli
- 2019: Massimo Drago
- 2019: Roberto Cevoli
- 2019–2020: Domenico Toscano
- 2020–2021: Marco Baroni
- 2021: Alfredo Aglietti
- 2021–2022: Domenico Toscano
- 2022-2022: Roberto Stellone
- 2022–: Filippo Inzaghi